# 零～红蝶～
《零 ～红蝶～》是特库摩开发，2003年发行的日本心理恐怖电子游戏。这是零系列的第二作，被广泛认为是史上最恐怖的电子游戏之一。
《红蝶》于2003年在PlayStation 2首发，之后2004年在Xbox发行的“导演剪辑版”收录了一些新增要素。Wii重制版《零～真红之蝶～》2012年在日本、澳洲和欧洲发行。在北美，2013年5月7日发行了可供PlayStation 3下载的PlayStation 2版。PlayStation 3版在发行后不久因为各种模拟技术问题移除了在线商店，直到6月30日修复并重新发行。

## 设定
雙子巫女在紅贅祭中作為祭品的雙子。皆神村中常常有雙子誕生，這些雙子負擔了擔任雙子巫女的任務。擔任祭品的是女孩，便稱之為雙子巫女，若擔任祭品的是男孩，則稱之為雙子御子。皆神村的習慣上，將先出生者當作妹妹（弟弟），後出生者當作姐姐（哥哥），這點和現代是完全相反的。沿用皆神村的習慣來重新探討澪與繭的關係時，在澪是姐姐、繭是妹妹的狀況之下，結局的光景確實是代表著重現儀式的意思。
雙子地藏為了供養在紅贅祭中犧牲的雙子們而製作的地藏。皆神村的各地都可以看見這樣的雙子地藏，就連村子外圍的地界線都可以看見。
鬼隻在皆神村中，紅贅祭裡當雙子巫女的姐姐（哥哥）將妹妹（弟弟）殺死之後，留下來的姐姐（哥哥）就被稱之為「鬼隻」，為眾人所懼怕且尊敬。成為鬼隻者，精神無法負荷的人非常多，這些人往往選擇過著隱居的生活。鬼隻們死後，被埋葬在朽木裡。
紅贄祭皆神村每經過數十年就會舉行一次的祕祭，也稱陽祭，為了抑制從存在於皆神村地底下的虛所吹出的闇之力而舉行。以雙子巫女為祭品的儀式。儀式內容是讓雙子中的姊姊（或哥哥）親手絞殺妹妹（或弟弟）後，再將屍體丟進虛裡。在最後一次的祭典之前，由於雙子巫女中的姊姊黑澤八重逃離了村莊，祭主和村人們只好把留下來的妹妹－黑澤紗重當作祭品吊死，並把屍體丟入虛中。由於不是由身為姊姊的八重親手殺死她，導致了儀式失敗，進而發生了大償。以怨靈之姿現身的紗重和真璧清次郎，將村人全數虐殺，從那時開始，皆神村就成了「從地圖消失上的村落」。
陰祭在紅贅祭失敗後所進行的補償儀式，目的是為了暫時性地鎮壓住虛，以爭取再舉行下一次紅贅祭的時間。執行陰祭時，必須對活人進行身削儀式，將其千刀萬剮後作成名為「楔」的人柱，然後投入虛裡，才能暫時安撫虛的鳴動。為了進行儀式，皆神村會將拜訪村莊的客人用來做為祭品。據說祭品若是承受越多的痛苦，作為人柱的效果也會越強，
楔在舉行陰祭時所獻出的祭品。做為楔的條件，必須是使用村人以外的人。皆神村會將那段時間拜訪而來的客人監禁，並為了進行陰祭而切割其身體，進行「身削儀式」做成人柱。在客人之中，成為楔之前無法忍耐住這些痛苦並且死去的人，是無法成為楔的。
皆神村以「從地圖消失上的村落」而聞名於週遭地區的村子，尊崇著雙子巫女。由於擁有被稱為「紅贅祭」的神秘祭典，還有拜訪村子的客人經常行蹤不明這兩件事，在當時被近鄰的人們所畏懼著。這個村子由於地底下埋藏著連接黃泉的「虛」，背負著將這個地方，從闇的恐怖之下拯救出來的被詛咒的宿命。澪與繭的母親知道這個村子的事情，所以經常要兩人注意別玩的太晚而到晚上才回來。這個村子的傳說，記載在由從村子裡逃出的民俗學者－宗方良藏的手記中，並流傳給後世知道。
虛存在於皆神村地下深道最深處的地方的巨大洞穴，即是黃泉之路。由於是村子之中最為私密的場所，只有擔任祭主的黑澤家當主，還有協助舉行儀式的神官與忌人可以接近。對於虛這個神秘的場所，村中有著各式各樣的限制，虛的事情不可以說，虛不可以看，在所有的書中也都是禁止記載的。（註：所以不管是書或口語提到的時候，村人都以Ｘ來代替。）
大償因為紅贅祭的失敗，使得虛的鳴動無法阻止，開始噴出大量的闇（恐怖），讓村子被困在永遠的黑暗之中的這件事，稱之為大償。由於虛中所噴發的闇的關係，讓村人們一個接一個地瘋狂而死，無法成佛，而在這永遠的黑暗中不停徬徨徘徊。虛每次的鳴動。都讓闇更加沸騰，數次之後噴發，逐漸覆蓋了整個皆神村，並徐徐的擴散到四周。
忌人是指到虛之洞穴旁執行紅贅祭儀式的人們，忌人的眼睛是看不見的。皆神村中嚴格禁止窺視虛的內部，於是將擔任忌人的村民給縫上眼睛，讓他什麼都看不見，而可以在最靠近虛的地方執行儀式。若有人打破禁忌偷看虛的裡面，也會將其縫上眼睛，使他成為忌人的一份子。
紅蝶零~紅蝶中象徵性的存在。紅贅祭時姐姐（哥哥）絞殺妹妹（弟弟）脖子的時候，被殺死的妹妹（弟弟）的脖子上，會留下的類似蝴蝶形狀的紅色掌痕。皆神村的人，從以前開始就相信紅蝶乃是紅贅祭中，做為祭品的雙子巫女（御子）的魂魄經過變化之後的姿態。（註：絞殺=所謂的掐死 儀式的祭品=雙子中的妹妹或弟弟）
深道存在於皆神村地下，非常寬廣且巨大的洞窟，最深處是進行紅贅祭的場所－－虛。黑澤家、立花家、桐生家被連結的地下道所聯繫著。再者，暮羽神社底下也擁有村子裡唯一的對外的深道通路。
朽木好幾個世代以前的某一位紅贅祭祭主，認為已死的鬼隻非常的可憐，為了鎮壓她們的靈魂，而在這裡製作了祠堂，傳說是這樣說的。但是實際上，從前曾經有雙子為了逃出村子，而使用深埋在暮羽神社底下的深道，當時的祭主對這件事情非常的憤怒，於是建造這個祠堂，用來封閉村子裡對外相通的深道。朽木裡面，供奉著非常多的雙子地藏以及紅色的風車。

## 故事
皆神村建築於黃泉的入口「虛」之上，「虛」會週期性地鳴動，噴發出名為「闇」的恐怖力量。由於雙子間的羈絆所產生的力量足以壓制虛的鳴動，所以皆神村會定期舉行紅贄祭儀式，對虛進行壓制。儀式中，以雙子中先出生的巫女（御子）為祭品，由姊姊或哥哥親手絞殺後，再將屍體丟入虛中，以平息「虛」的鳴動。這個儀式也稱為「陽祭」。在立花兄弟的儀式中，由於立花樹月對死去的睦月思念太強烈，導致儀式失敗了。於是身為祭主的黑澤家當主只好實行「陰祭」，把外來人切割凌遲變成名為「楔」的人柱，再將屍體拋入「虛」中，以凌遲時的強烈痛苦暫時壓住「虛」的力量。民俗學者真壁清次郎因此而犧牲。
這次「陰祭」結束後，黑澤家當主準備以自己的雙胞胎女兒黑澤八重與黑澤紗重為祭品，再一次執行紅贄祭，以壓制虛的鳴動。立花樹月為了不讓自己和弟弟的悲慘下場再次地發生在八重和紗重身上，於是幫助兩人逃出村莊，無奈紗重由於身體虛弱，中途不慎摔下山崖，最後只有八重離開，並失去了記憶。
一直深信八重會回來的紗重，最後被無路可走的祭主和村民吊死，然後將屍體投入了「虛」。由於執行的方式錯誤，導致儀式再次地失敗，於是「大償」發生了，「虛」中的闇不斷噴發，整個皆神村皆被闍完全籠罩。成為怨靈的黑澤紗重及真壁清次郎則從虛中竄出，殘殺了全村村民。皆神村一夜之間，成為了在地圖上消失的村子。
幾十年後，天倉雙子來到附近的樹林玩耍，為了追上被紅蝶誘引的繭，澪走向樹林深處，因而踏進從地圖上消失的村莊，正式揭開了遊戲的序幕。

## 音乐
PlayStation 2版主题曲《蝶》和Wii重制版主题曲《くれなゐ》皆由天野月子演唱。

## 评价
《红蝶》获得媒体的积极评价。日本杂志《Fami通》PlayStation 2版戏打出33/40分。在西方，PlayStation 2版在GameRankings和Metacritic的汇总得分为82%和81/100，Xbox版的汇总得分为85%和84/100。
游戏获得GameTrailers 2006年“十大恐怖游戏”的第二名，以及X-Play“史上十大恐怖游戏”的第三名。游戏登上《Game Informer》类似榜单的首位。Ars Technica在他们的Masterpiece系列中为游戏撰写了一篇文章，称游戏是史上最佳恐怖游戏。